# Український генеральний військовий штаб

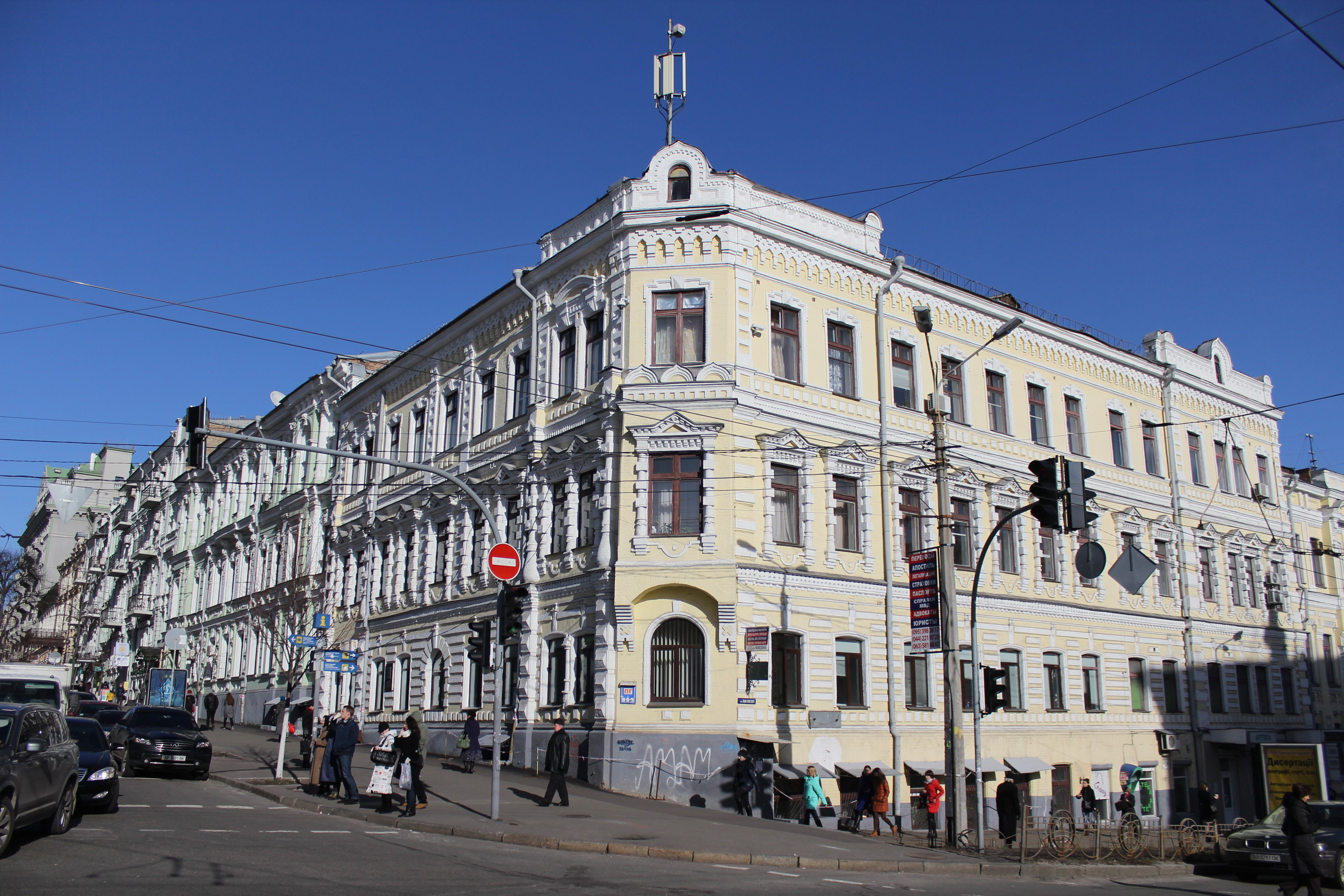
Будівля, в якій розміщувався штаб

Український генеральний військовий штаб — вищий орган управління Збройними Силами УНР створений у листопаді 1917. Днем початку функціонування є 20 (7) грудня відколи згідно з наказом по Військовому секретаріату № 87 було затверджено його склад. Будівля розміщувалась на вулиці Терещенківській в Києві.

## Склад
Начальник штабу — генерал-майор Борис Бобровський. Помічник начальника штабу — генерал-лейтенант Василь Пащенко.
Складався з наступних відділів:
- організаційний — нач. сотник Олександр Данченко;
- зв'язку — нач. полковник Олександр Козьма;
- артилерійський — нач. підполковник Іван Пащенко;
- постачання — нач. підполковник Василь Матяшевич;
- військового шкільництва — нач. генерал Михайло Омелянович-Павленко;
- загальний — нач. підполковник Пономаревський.

У березні 1918 проведено реорганізацію штабу, який очолив полковник Олександр Сливинський. Створено два відділи:
- перше генерал-квартирмейстерство (нач. генерал Левко Дроздовський), яке керувало оперативною діяльністю армії;
- друге генерал-квартирмейстерство (нач. полковник Микола Какурін), що займалося організацією армії.

Функції УГВШ зводились, в основному, до організації війська і підготовки військових резервів. Безпосередньо оперативне керівництво армійськими підрозділами на фронті здійснював Штаб Армії УНР.